# أودالينغو غراندي
أودالينغو غراندي (بالإيطالية: Odalengo Grande)‏ هي بلدية في مقاطعة ألساندريا في إقليم بييمونتي في إيطاليا.

## السكان
في سنة 1861 بلغ عدد السكان 1٬502 نسمة، وتطور العدد ليصل في سنة 2011 لـ 487 نسمة.
يظهر هذا المخطط البياني تطور النمو السكاني لـ أودالينغو غراندي